# Mastra
La mastra, in una barca a vela è il foro in cui viene infilato l'albero. In alcuni casi ha un occhiello metallico in cui viene fissato uno stroppetto (un pezzo di cima) per evitare il disalberamento in caso di scuffia,conseguenza della mancanza di sartie. In questi casi la mastra è particolarmente rinforzata.